# Federico Fazzuoli
Federico Fazzuoli (Terranuova Bracciolini, 24 marzo 1947) è un conduttore televisivo e sceneggiatore italiano.

## Biografia
Entra come sceneggiatore in Rai nel 1978, firmando importanti lavori come Alto tradimento, realizzato assieme a Walter Licastro, un'indagine su Cesare Battisti e L'invasione della Cecoslovacchia.
Ereditata da Giovanni Minoli la rubrica domenicale Agricoltura Domani, dal 1981 fonda e conduce Linea Verde, il programma televisivo che lo porta al successo con un ascolto che arriva ai 9 milioni di telespettatori e che si occupa prettamente di ambiente e di agricoltura . Nel 1993 il conduttore lascia la Rai per divergenze su alcuni progetti da lui proposti, per passare a dirigere i programmi di Telemontecarlo e dove fino al 1996 conduce varie trasmissioni tra cui Verde Fazzuoli e Avventura Natura. Nel 1997 ritorna in Rai dove conduce quattro stagioni di Made in Italy, trasmesso su Rai 1 che si occupa del patrimonio artistico-culturale. Negli anni successivi lavora per Speciale TG1 realizzando, tra gli altri, una trasmissione sul restauro della Sacra Sindone e per Rai Educational con trasmissioni sui rapporti culturali e artistici tra i paesi del Mediterraneo (Le rotte dell'arte).
Ha in seguito lavorato nella TV locale TRC.
Gestisce l'agriturismo di famiglia Fattoria Fazzuoli nella frazione Montemarciano di Terranuova Bracciolini in Toscana, con produzione di olio e vino e allevamenti di cavalli.

### Pubblicità
Fazzuoli è apparso come testimonial in alcuni spot del vino Tavernello.